# Oximoron
Az oximoron (a görög ὀξύς oxusz „figyelmes, elmés” és μωρός mórosz „tompa, buta, ostoba” szavakból) retorikai-stilisztikai gondolatalakzat, amely egymást kizáró, egymásnak ellentmondó fogalmakat foglal szoros gondolati egységbe. 

## Jellemzői
Általában jelzős szerkezetben jelenik meg mint ellentét a jelző és a jelzett szó között, de gyakorta ellentétes fogalmak összekapcsolásaként is. Köznyelvi példák: élő halott, rettentő jó, halk sikoly, békeharc, békehaderő, objektív vélemény, eredeti másolat stb. Irodalmi példák:
„Fejem fölé a csillagok jeges tüzet kavarnak” (Pilinszky János: Téli ég alatt);
„…hogy szeretlek, te édes mostoha!” (József Attila: Óda);
„Ki játszott rajtam néhány dallamot,
Ábrándjait a boldog szenvedésnek…” (Juhász Gyula: Egy hangszer voltam…)
Az oximoron sajátságos jellegénél fogva igen alkalmas tömör irónia megfogalmazására. A megfelelően humoros, önellentmondásra épülő szövegkörnyezetben a kifejezni kívánt ellentmondást hangsúlyozó oximoronként jelenítünk meg egyes hétköznapi fogalmakat, úgymint: „gyengéd erőszak”, „rugalmas adóellenőr”, „tündéri boszorka”, „városi terepjáró” stb. Gyakran azonban éppen ellenkezőleg, a „hivatalos” tudálékosság eszközeként jelenik meg (pl. „objektív vélemény”).

## Helytelen használata
Említést érdemel, a magyar nyelvi felvilágosító weboldalak széles körében helytelenül oximoronként említett  "savanyúcukor" példája: A savanyúcukor egy boltban kapható édesség, mely – valóban – savanyú és édes ízű egyszerre. Hiszen az ízérzékelés alapvetően többféle íz keveredésével létrejövő összetett élmény, tehát itt a savanyú és édes nem egymást kizáró fogalmak.